# Stazione di Lucinico-Calvario
La stazione di Lucinico-Calvario era una stazione sita nella frazione di Lucinico del comune di Gorizia sulla linea ferroviaria Udine-Trieste.

## Storia
Nata come stazione, divenne una piccola fermata stile casello nel 1923 e rimase attiva fino al 1975. Nel 1923 risultava denominata Lucinico-Calvario. Successivamente fu trasformata in casa privata.